# Freisinnige Zeitung

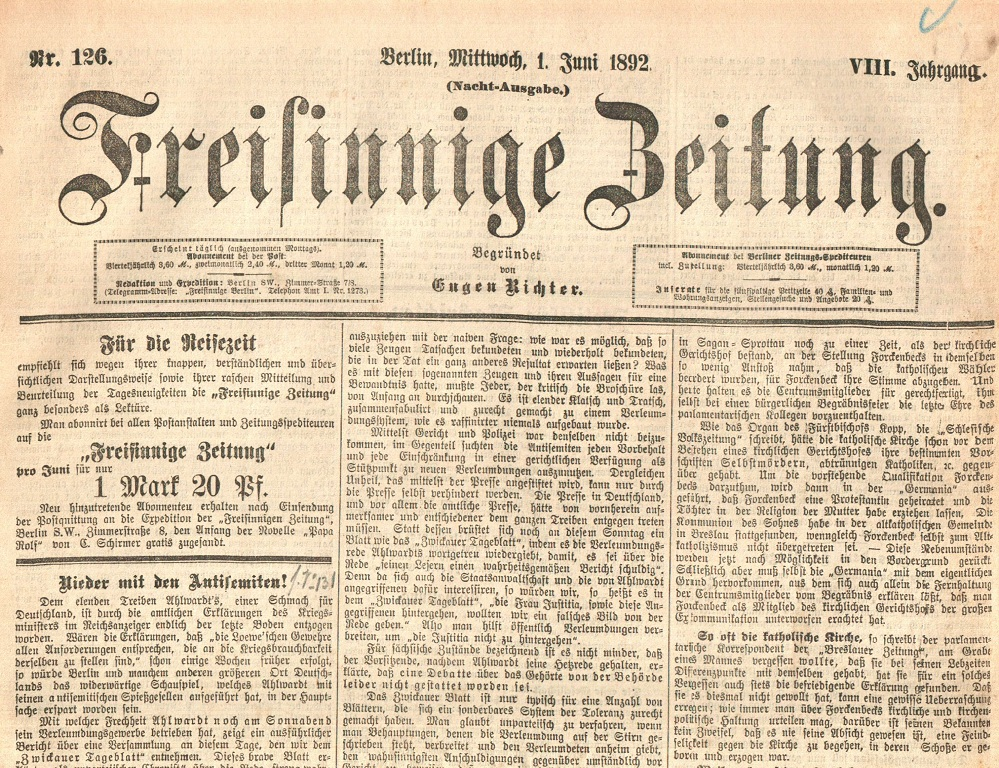
Titelblatt der Freisinnigen Zeitung vom 1. Juni 1892 mit einem Teil des Artikels „Nieder mit den Antisemiten!“

Die Freisinnige Zeitung war eine 1885 von Eugen Richter gegründete politische Zeitung linksliberaler Richtung. Vom 15. März 1904 bis 30. Juni 1906 nahm sie den Titel Freie deutsche Presse, Freisinnige Zeitung (Hempel, Berlin) an. 

## Geschichte
Freisinnige Zeitung erschien wochentäglich abends in Berlin und wurde deutschlandweit verbreitet. Die Zeitung hatte das Format 47 × 31,5 cm mit drei Spalten pro Seite. Neben dem Nachrichtenteil umfasste die Zeitung regelmäßig einen Feuilletonteil und Werbung. Zu Anfang vertrat sie die Interessen der Deutschen Freisinnigen Partei. Nach deren Spaltung wurde sie zum Hauptorgan der Freisinnigen Volkspartei.
Die Zeitung verfügte über ein eigenes Parlamentsbüro, dessen „Berichte auch von vielen anderen Blättern abonniert wurden“. Als Chefredakteur der Zeitung wirkte von 1885 bis 1892 Emil Walter, verantwortliche Redakteure waren Emil Barth, Moritz Grunwald und Alexander Giesen, der später bei der Frankfurter Zeitung mitarbeitete. Themenauswahl und Kommentare wurden wesentlich von Eugen Richter, Ludolf Parisius und Fritz Schneider bestimmt. Der große Einfluss von Eugen Richter auf die Zeitung stieß innerhalb der Partei früh auf Kritik, ohne dass dies etwas geändert hätte. Offizielle Eigentümerin war die Fortschritts-Aktiengesellschaft. Finanziert wurde sie außer von Richter selbst durch einige Unternehmer und durch verschiedene Spenden. Das Blatt hatte häufig finanzielle Probleme, da sich Anzeigen nur schwer verkaufen ließen. Im Jahr 1904 übernahm die Deutsche Presse GmbH das Blatt. Dieses Unternehmen war offiziell mit der Partei verbunden.  
Die Auflage betrug 1893 zwischen 7000, und „nicht mehr als 10.000 Exemplare“.
Im Jahr 1918 wurde die Zeitung endgültig eingestellt.

## Zitat
„Noch ganz unvergleilich mehr als die Zunft das Spiegelbild Guido Weiß' war die Freisinnige Zeitung das Eugen Richters, nur daß diesem der feine literarische Schliff, die satirische Anmut völlig abging, die jenen in so hohem Grade auszeichnete.  (…) fuhr Eugen Richters herrisches Wesen rücksichtlos, um keinen anderen Ausdruck zu gebrauchen, drein. Wie er mit einem infolge seiner Selbstständigkeit zuweilen etwas unbequemen Mitarbeiter verfuhr, dafür liefert sein Betragen gegen Paul Schlenther einen Beweis, wie er schlagender nicht erdacht und nicht erbracht werden kann. Der junge, feurige, kenntnisvolle und begabte Schriftsteller (…) hatte es wohl eines Tages mit dem Allgewaltigen über dem Strich verschüttet. Da schickt ihm dieser auf einer offenen Postkarte die Kündigung in Haus! Wie hätte der Freiheitspächter Eugen Richter im Preußischen Abgeordnetenhaus den Minister des Innern angeblasen, wenn ein Landrat sich dergleichen grobe Ungehörigkeit gegen einen Kreisbeamten schuldig gemacht hätte.“

## Drucke
- Freisinnige Zeitung. Fortschritt, Berlin 1885–1918. (Erscheinungsverlauf: 1. September 1885 bis 1901 und 1902 bis 14. März 1904 und  1. Juli 1906 bis 29. Dezember 1918). Hrsg.: Eugen Richter (bis 1906); verantwortliche Redakteure: Emil Barth, Alexander Giesen.
- Zum 18. Oktober. Gedenkbuch an Kaiser Friedrich. Freisinnige Zeitung, Berlin 1888
- Freisinniges Merkbüchlein. Freisinnige Zeitung, Berlin 1898
- Jubiläums-Beilage. 1. September 1885–1910. Berlin 1910